# The Young Man from Atlanta
The Young Man from Atlanta è un'opera teatrale di Horton Foote, premiata con il Premio Pulitzer per la drammaturgia nel 1995.

## Trama
Houston, primavera 1950. Dopo il suicidio del figlio trentaduenne Bill, Will e Lily Dale hanno costruito la casa dei loro sogni. Un giorno Bill, benestante self-made man e fiero membro del Partito Repubblicano, viene licenziato dalla compagnia per cui ha lavorato per 38 anni; decide allora di andare ad attingere ai risparmi mentre cerca un nuovo lavoro, ma la moglie gli confessa di averne dato la gran parte (circa trentacinquemila dollari) a Randy, il "coinquilino" di Bill. Il ragazzo, più giovane di Bill, è venuto a Houston da Atlanta per chiedere un lavoro a Will, ma l'uomo non vuole incontrarlo perché, come afferma, ci sono delle cose che vorrebbe chiedergli sul figlio, ma di cui non vuole sentire la risposte.

## Produzioni
Il dramma debuttò al Signature Theatre di New York il 27 gennaio 1995 e rimase in scena fino al 26 febbraio. Peter Masterson curava la regia e Carlin Glynn e Ralph Waite interpretavano i due protagonisti. La piece vinse il Premio Pulitzer per la drammaturgia nello stesso anno.
Nuove produzioni debuttarono all'Huntington Theatre di Boston (1995) e all'Alley Theatre di Houston (1996). Nel gennaio 1997 Robert Falls
diresse una nuova produzione al Goodman Theatre di Chicago, con Rip Torn e Shirley Knight. La produzione diretta da Falls debuttò al Longacre Theatre di Broadway (New York) il 27 marzo 1997 e rimase in cartellone per 84 repliche fino all'8 giugno 1997. Shirley Knight fu candidata al Tony Award alla miglior attrice protagonista in uno spettacolo per la sua interpretazione nel ruolo di Lily Dale.